# 엔 티에라스 살바헤스
《엔 티에라스 살바헤스》(스페인어: En tierras salvajes)은 2017년 방영된 멕시코의 텔레노벨라이다.